# Ilias Ennahachi
Ilias Ennahachi (en arabe : إلياس الناهشي) né le 15 mai 1996 à Utrecht aux Pays-Bas est un kick-boxeur néerlando-marocain de poids légers.

## Biographie

### Naissance et jeunesse
Ilias Ennahachi naît à Utrecht, aux Pays-Bas, de parents marocains originaires de la tribu des Igzennayen, près de la ville de Taza. Il grandit dans le quartier de Kanaleneiland, où le sport tient une place importante dans sa famille. Son père, Abdellah Ennahachi, et son oncle pratiquaient le karaté, tandis que plusieurs de ses cousins s’entraînaient au kick-boxing.
Inspiré par son père, Ennahachi commence le kick-boxing dès l'âge de onze ans, rejoignant la salle SB Gym. Deux mois seulement après ses débuts, il participe à son premier combat. Parallèlement, il évolue dans un club amateur de football, où son talent attire l’attention du club NAC Breda à l'âge de onze ans. Toutefois, malgré les opportunités dans le football, il choisit de se consacrer pleinement au kick-boxing.

### Carrière
À un jeune âge, Ilias Ennahachi signe son premier contrat professionnel avec l'organisation Enfusion, où il se distingue en remportant le titre de champion du monde de sa catégorie en 2016. À la suite de ce succès, il intègre les rangs du ONE Championship.
En août 2019, Ennahachi décroche le titre de champion du monde du ONE Championship après une victoire contre le Thaïlandais Petchdam. Le 26 février 2021, il confirme sa domination en devenant champion du monde du ONE Championship pour la deuxième fois consécutive, en battant Superlek Kiatmoo à Singapour,.
En janvier 2023, Ennahachi est programmé pour défendre à nouveau sa ceinture de champion des poids mouches du ONE Flyweight Kickboxing face à Superlek Kiatmoo. Cependant, l'organisation annonce que le combat n'aura pas lieu : Ennahachi renonce à son titre, n'ayant pas réussi à respecter la limite de poids fixée à 61 kg tout en passant le test d'hydratation requis.

## Vie personnelle
Il a été ingénieur en ventilation. 

## Palmarès
- 2016 : Champion du monde BLADE -61 kg
- 2016 : Champion du monde Enfusion -60 kg[8]
- 2018 : Champion du monde Fighting League -63 kg
- 2019 : Champion du monde ONE Flyweight[9]
- 2021 : Champion du monde ONE Flyweight[10],[11]

### Distinctions
- 2020 : Vainqueur du prix sportif utrechtois de l'année[12]